# منفذ (شبكات)
في شبكات الحاسوب، المَنْفَذ أو الباب (بالإنجليزية: Port)‏ هو رقم ملحق بعنوان بروتوكول الإنترنت يستخدم في بعض أشهر بروتوكولات الشبكة مثل ميثاق التحكم بالنقل (TCP) وبروتوكول بيانات المستخدم (UDP) بهدف تمييز الخدمات أو البرامج المختلفة العاملة على ذات جهاز الحاسوب سامحا باستخدام اتصال واحد إلى الشبكة لتقديم أكثر من خدمة.
من أمثلة الخدمات والمنافذ المتصلة بها:
1. بروتوكول مكتب البريد POP3 البريد القادم بوست اوفس بروتوكول القادم من الياهو أو أي بريد (يعمل على منفذ تي سي بي 110)
2. بروتوكول إرسال البريد البسيط Smtp البريد الذي ترسله أنت من بريدك على الهوت ميل أو أي بريد آخر (يعمل على منفذ تي سي بي 25)
3. بروتوكول نقل الملفات FTP فايل ترانسفير بروتوكول (يعمل على منفذي تي سي بي 20 و21)
4. بروتوكول نقل النص الفائق HTTP الذي يُستعمل لنقل صفحات الويب (يعمل على منفذ تي سي بي 80)

## نطاقات المنافذ
المنافذ مقسمة إلى نطاقات كالآتي:
1. من صفر إلى 1024 منافذ "معروفة"
2. من 1024 إلى 49151 منافذ "مسجلة"
3. من 49152الى 65535 منافذ "خاصة/متغيرة"